# EP u amaterskom boksu 1925.
1. Europsko prvenstvo u amaterskom boksu 1925. se održalo od 5. svibnja do 7. svibnja 1925. u švedskom gradu Stockholmu.
Boksači su se borili za odličja u osam težinskih kategorija.

## Ergebnisse
| KLASSE            | zlato                      | srebro                   | bronca                   |
| ----------------- | -------------------------- | ------------------------ | ------------------------ |
| muha              | Émile Pladner Francuska    | J. W. James Engleska     | Karl Schulze Njemačka    |
| bantam (pijetao)* | Archie Rule Engleska       | Franz Dübbers Njemačka   | Axel Norman Norveška     |
| pero              | Oscar Andrén Švedska       | Jacob Domgörgen Njemačka | Richard Madsen Danska    |
| laka              | Selfried Johansson Švedska | Signaller Viney Engleska | Arne Sande Danska        |
| velter            | Harald Nielsen Danska      | Helge Ahlberg Švedska    | Hein Müller Njemačka     |
| srednja           | Frank Crawley Engleska     | Hans Holdt Danska        | Franz Krüppel Njemačka   |
| poluteška         | Tyyge Petersen Danska      | Nils Ramm Švedska        | Karel Miljon Nizozemska  |
| teška             | Bror Persson Švedska       | Dudley Lister Engleska   | Helmuth Siewert Njemačka |

- u ondašnjem nazivlju se ovu kategoriju nazivalo pijetao kategorija